# Equazione di Majorana
L'equazione di Majorana, così chiamata in onore del fisico italiano Ettore Majorana, è un'equazione d'onda relativistica simile all'equazione di Dirac ma che include lo spinore coniugato di carica ψc dello spinore ψ. Essa si scrive:
{\displaystyle i\hbar {\partial \!\!\!{\big /}}\psi -mc\psi _{c}=0\qquad \qquad (1)}
scritta con la notazione slash di Feynman, dove lo spinore coniugato di carica è definito come
{\displaystyle \psi _{c}:=\gamma ^{2}\psi ^{*}\ }.
L'equazione (1) può anche essere scritta nella forma equivalente
{\displaystyle i\hbar {\partial \!\!\!{\big /}}\psi _{c}-mc\psi =0\qquad \qquad (2)}.
Se una particella ha una funzione d'onda ψ che soddisfa l'equazione di Majorana, allora la quantità m è detta massa di Majorana. Se ψ = ψc allora ψ è detto spinore di Majorana. A differenza dello spinore di Weyl o dello spinore di Dirac, lo spinore di Majorana è una rappresentazione reale del gruppo di Lorentz.

## Notazione slash di Feynman
In meccanica quantistica relativistica la notazione slash di Feynman è una notazione che consente di scrivere in modo abbreviato espressioni che coinvolgono quadrivettori e l'insieme delle quattro matrici di Dirac.
Se {\displaystyle a^{\mu }} è un quadrivettore e {\displaystyle \gamma _{\mu }} le quattro matrici di Dirac, allora la notazione slash di Feynman è definita come
{\displaystyle a\!\!\!/\ {\stackrel {\mathrm {def} }{=}}\ a^{\mu }\gamma _{\mu }=\sum _{\mu }a^{\mu }\gamma _{\mu }}
dove nella seconda espressione si è usata la notazione di Einstein di somma implicita sugli indici ripetuti.
Un simbolo slashato è dunque da considerarsi una matrice 4x4, un operatore che agisce su spinori di Dirac. A seconda del significato del quadrivettore alla base, esso può avere altre valenze ed essere operatore in un altro spazio lineare.

## Equazione di Dirac
L'equazione di Dirac, che descrive in modo relativisticamente invariante il moto delle particelle a spin semi-intero (fermioni), nasce come tentativo di ovviare agli inconvenienti generati dall'equazione di Klein-Gordon. Tale equazione di Klein-Gordon, infatti, non solo aveva soluzioni ad energia positiva ma anche soluzioni ad energia negativa, ma soprattutto presentava una difficoltà nell'interpretazione della funzione d'onda: tale difficoltà nasceva dal fatto che la densità di probabilità poteva anche assumere valori negativi o nulli, ovvero non era definita positiva.